# شرحبيل بن حسنة
أبو عبد الله شُرَحْبِيلُ بنُ عَبدِ اللهِ بنِ المُطاعِ بنِ عَبدِ اللهِ الغَوْثي المعروف بشُرَحْبِيل بن حَسَنة (49 ق هـ - 18 هـ / 574- 639 م) صحابي جليل من بني الغَوْث من أهل مكة، كان من السابقين للإسلام. أسلم قديمًا في مكة مع أُسرته. ثم هاجر إلى الحبشة وكان يُقال له ذُو الهِجرَتَينِ هجرة الحبشة وهجرة المدينة. وجَّهَه الخليفتان أبو بكر الصدِّيق وعمر بن الخطَّاب على رأس جيشٍ لفتح بلاد الشام فافتتح الأردن وبعض مُدن الشام الأُخرى. قال البلاذُرِي: «افتتح شُرَحبيل بن حسنة الأردن عَنوةً ما خلا طبرية، فإن أهلها صالحوه على أنصاف منازلهم وكنائسهم، ففتح شرحبيل جميع مُدن الأردن وحصونها ففتح بيسان، وفتح سوسية، وفتح أفيق، وفتح جرش، وفتح بيت رأس، وقدس، والجولان وغلب على جميع سواد الأردن وجميع أرضها، وفتح عكا وصور وصفورية».
ثم ولَّاه عمر بن الخطاب بعض أنحاء الشام حتى توفي هو وأبو عبيدة بن الجراح في يومٍ واحد في طاعون عمواس سنة 18 هـ وله سبع وستون عامًا، ودُفن فيها. قال الواقدي: «كان شُرَحبيل من أكابر أصحاب رسول الله صلى الله عليه وسلم، وغزا معه غزَوات، وهو أحد الأُمَراء الذين عقد لهم أبو بكر الصدِّيق إلى الشام، ومات شُرَحبيل في طاعون عمواس بالشام سنة ثماني عشرة في خلافة عُمَر بن الخطاب وهو ابن سبع وستين سنة».

## اسمه ونسبه
هو: شُرَحْبِيلُ بْنُ عَبْدِ اللهِ بْنِ الْمُطَاعِ بْنِ عَبْدِ اللهِ بْنِ الْغِطْرِيفِ بْنِ عَبْدِ الْعُزَّى بْنِ جَثَّامَةَ بْنِ مَالِكِ بْنِ مُلَازمَ بْنِ مَالِكِ بْنِ دُهْمِ بْنِ سَعْدِ بْنِ يَشْكُرَ بْنِ مِنْشَرِ بْنِ الْغَوْثِ بْنِ مُرٍّ وهم إخوة بني تميم بن مر الغوثي ويُكَنى بأبي عبد الله وقيل أبو عبد الرحمن.

## صفاته
ورد أنه كان يتميز بالشجاعة والفروسية وقد تولى قيادة الجيش الذي فتح الأردن، وقاتل الروم في أرض الشام في عدة مواقع.
روي أنه كان صريحاً فقد خطب عَمرُو بن العاص لما انتشر مرض الطاعون بالشام فقال: إن هذا الطاعون رجسٌ فتفرَّقوا في هذه الشِّعاب وفي هذه الأودية، فبلغ ذلك شرحبيل فغضب وجاء وهو يجرُّ ثوبه معلقًا نعله بيده، وقال لعَمرو بن العاص: إن الطاعون وقع فقال عمرو بن العاص: إنه رجس فتفرقوا عنه، وقال شرحبيل بن حسنة: إني قد صَحبتُ رسول الله وعَمرٌو أضلُّ من جمل أهله، وربما قال شُعبة: أضلُّ من بَعير أهله، وإنه قال: إنها رحمةُ ربِّكم، ودعوة نبيكم، وموتُ الصالحين قبلكم، فاجتمعوا ولا تفرَّقوا عنه، قال: فبلغ ذلك عمرَو بن العاص فقال: صدق.
وكان شرحبيل يجيد القراءة والكتابة، فقد كان من الذين كتبوا الوحي.

## مع الرسول
عن الشفاء ابنة عبد الله قالت: جئت يوما حتى دخلت على النبي (صلى الله عليه وسلم) فسألته وشكوت إليه فجعل يعتذر إلي وجعلت ألومه قالت: ثم حانت الصلاة الأولى فدخلت بيت ابنتي وهي عند شرحبيل بن حسنة فوجدت زوجها في البيت فجعلت ألومه وقلت: حضرت الصلاة وأنت هاهنا فقال: يا عمه لا تلومني كان لي ثوبان استعار أحدهما النبي (صلى الله عليه وسلم) فقلت: بأبي وأمي أنا ألومه وهذا شأنه فقال شرحبيل: إنما كان أحدهما درعا فرقعناه.
وكان شرحبيل هو الذي أخذ أم حبيبة بنت أبي سفيان من الحبشة بعد أن تزوجها النبي وقد زوجها إياه عثمان بن عفان.

## مع الصحابة
إن أبا بكر لما حدث نفسه أن يغزو الروم لم يطلع عليه أحد إذ جاءه شرحبيل بن حسنة فجلس إليه فقال: يا خليفة رسول الله تحدثك نفسك أنك تبعث إلى الشام جند؟ فقال: نعم قد حدثت نفسي بذلك وما أطلعت عليه أحدا وما سألتني عنه إلا لشيء قال: أجل يا خليفة رسول الله إني رأيت فيما يرى النائم كأنك تمشي في الناس فوق حرشفة من الجبل ثم أقبلت تمشي حتى صعدت قنة فأشرفت على الناس ومعك أصحابك ثم إنك هبطت من تلك القنان إلى أرض سهلة دمثة فيها الزرع والقرى والحصون فقلت للمسلمين شنوا الغارة على أعداء الله وأنا ضامن لكم بالفتح والغنيمة فشد المسلمون وأنا فيهم معي راية فتوجهت بها إلى أهل قرية فسألوني الأمان فأمنتهم ثم جئت فأجدك قد جئت إلى حصن عظيم ففتح الله لك وألقوا إليك السلم ووضع الله لك مجلسا فجلست عليه ثم قيل لك يفتح الله عليك وتنصر فاشكر ربك واعمل بطاعته ثم قرأت: ﴿إِذَا جَاءَ نَصْرُ اللَّهِ وَالْفَتْحُ ۝١﴾ [النصر:1] إلى آخرها ثم انتبهت فقال له أبو بكر: نامت عيناك خيرا رأيت وخيرا يكون إن شاء الله.
ثم قال: بشرت بالفتح ونعيت إلي نفسي ثم دمعت عينا أبي بكر ثم قال: أما الحرشفة التي رأيتنا نمشي عليها حتى صعدنا إلى القنة العالية فأشرفنا على الناس فإنا نكابد من أمر هذا الجند والعدو مشقة ويكابدونه ثم نعلو بعد ويعلو أمرنا وأما نزولنا من القنة العالية إلى الأرض السهلة الدمثة والزرع والعيون والقرى والحصون فإنا ننزل إلى أمر أسهل مما كنا فيه من الخصب والمعاش وأما قولي للمسلمين: شنوا الغارة على أعداء الله فإني ضامن لكم الفتح والغنيمة فإن ذلك دنو المسلمين إلى بلاد المشركين وترغيبي إياهم على الجهاد والأجر والغنيمة التي تقسم لهم وقبولهم وأما الراية التي كانت معك فتوجهت بها إلى قرية من قراهم ودخلتها واستأمنوا فأمنتهم فإنك تكون أحد أمراء المسلمين ويفتح الله على يديك وأما الحصن الذي فتح الله لي فهو ذلك الوجه الذي يفتح الله لي وأما العرش الذي رأيتني عليه جالسا فإن الله يرفعني ويضع المشركين قال الله ليوسف: ﴿ورفع أبويه على العرش﴾ [يوسف:100] وأما الذي أمرني بطاعة الله وقرأ علي السورة فإنه نعى إلي نفسي وذلك أن النبي نعى الله إليه نفسه حين نزلت هذه السورة.
ومن مواقفه مع التابعين أن شرحبيل بن حسنة أغار على ساسمة مصبحا فقال لمن معه من المسلمين: صلوا على الظهر. فمر بالأشتر يصلي على الأرض. فقال: مخالف خالف الله به. ومضى شرحبيل ومن معه فاستحوذ على ساسمة فخربها فهي خراب إلى اليوم.

## وفاته
قيل: مات شرحبيل بن حسنة يوم اليرموك. ويقال إنه طعن هو وأبو عبيدة بن الجراح في يوم واحد، وقيل عندما وقع طاعون عمواس في بلاد الشام، وقف عمرو بن العاص خطيباً في الناس فقال: إن هذا الطاعون رجسٌ فتفرقوا عنه في هذه الشعاب وفي هذه الأودية. لكنه أصاب شرحبيل. فما لبث أن مات في الطاعون، ودُفن في صيدا بلبنان، وقيل بل دُفن في الأردن في الأغوار. وكان عمرة سبعًا وستين سنة مما يعني أنه ولد سنة 49 قبل الهجرة.

## وصلات خارجية
- http://www.rasoulallah.net/v2/document.aspx?lang=ar&doc=1452
- http://www.islamstory.com/شرحبيل-بن-حسنة
- http://islam.saidanet.com/_makamat/sharhabil.html